# Shunpei Uto
Pour les articles homonymes, voir Uto (homonymie).
Shunpei Uto, né le 1er décembre 1918 à Kakegawa et mort dans les années 2010[réf. nécessaire], est un nageur japonais.

## Palmarès

### Jeux olympiques
- Jeux olympiques d'été de 1936 à Berlin
  -  Médaille d'argent sur 400 mètres nage libre.
  -  Médaille de bronze sur 1500 mètres nage libre.